# Вельяминов, Пётр Лукич
Пётр Лукич Вельями́нов (1752, Москва — ум. 28 II (12 III) 1805, Санкт-Петербург) — литератор, переводчик, меценат.

## Биография
Пётр Лукич Вельяминов принадлежал к одному из древних дворянских родов России. Его предки были внесены в 6-ю часть родословной книги дворянства Тамбовской губернии. Из сохранившихся документов следует, что он родился не ранее марта и не позднее октября 1752 г.
В 1762 г. Вельяминов вступил в военную службу.
С 1762 по 1778 г. он состоял на службе в Измайловском полку. В Измайловской полковой школе он сблизился с Н. А. Львовым, В. В. Капнистом, М. Н. Муравьёвым, а в конце 1770-х гг. — с И. И. Хемницером, Г. Р. Державиным и, очевидно, был постоянным участником львовско-державинского литературного кружка с момента его возникновения.
В 1778—1783 гг. Пётр Лукич служил в Нарвском пехотном полку.
25 ноября 1780 г. в силу указа о вольности дворянству Вельяминов был отставлен от военной службы в чине секунд-майора и отпущен «на своё пропитание».
Участник русско-турецкой войны 1768—1774 гг.
В 1783, пользуясь покровительством Г. А. Потёмкина, определился в Ревизион-коллегию, откуда перешёл директором 2-й экспедиции в Государственный заёмный банк под начало П. В. Завадовского, с которым находился в дружеских отношениях. 

## Творчество
Первым печатным выступлением В. был перевод одного из французских подражаний повести Вольтера «Кандид, или Оптимизм» — «Второй Кандид, уроженец китайский, или Друг истины» (1774), который вышел со специально написанным В. Г. Рубаном стихотворным эпиграфом.
После большого перерыва Вельяминов обратился к переводу романа Ж.-П. Флориана «Нума Помпилий» (1788, ч. 1—2) о добродетельном государе, посвятив свой перевод вел. князьям Александру и Константину, которым он хотел представить пример идеального правителя.
Достаточно разнообразны были литературные связи Вельяминова. Он был свойственником и другом И. Г. Рахманинова.
В 1780-е годы сблизился с членами львовско-державинского кружка, особенно с Н. А. Львовым и Г. Р. Державиным, подолгу живёт в имении Львовых с. Никольском.
На территории своего имения в Никольском Н. Львов устроил небольшой усадебный комплекс для своего друга П. Л. Вельяминова: «жилой дом на Петровой горе был задуман двухэтажным и имел свободную внутреннюю планировку. Перед спальней и кабинетом была обширная, полуовальная, обращённая на юг, терраса. С балкона и из окон зала торцового фасада, являвшегося главным, открывался вид на пруды, парк и на всю усадьбу. Дом имел самостоятельные служебные постройки, вплоть до конюшни на несколько лошадей…». Натурные обследования остатков построек показало, что они были землебитными. По мнению исследователей, постройки на Петровой горе возводились в 80—90-е годы XVIII века.
Вельяминову посвящено стихотворение Державина «Гостю» (1795; опубл. 1804); к нему же обращено стихотворение «Зима» (1804; в рукописи с подзаг. «П. Л. Вельяминову»; опубл. 1808), где Вельяминов, к этому времени уже тяжело больной, охарактеризован как «лир любитель, Богатырь, певец в кругу, Беззаботный света житель».
Вельяминов любил народные песни и умел их мастерски исполнять.
Львов Н. А. в письме к П. Л. Вельяминову писал: «Ты русские песни любишь: за это тебе спасибо. В них находим мы картины старых времён и, что ещё больше, дух людей того века; и для того напишу тебе дедушкину песню всю, как братья мои, а его внучата пели её».
Львов в письме к Оленину писал, что «стихи эти положены на роговую и человеческую музыку, которую роги, я, Пётр Лукич (Вельяминов. — А. Т.) и Прасковья Михайловна Бакунина, петь будем».
В примечании (Москвит. 1842 г., № 1) прибавлено М. А. Дмитриевым, что Вельяминов сочинил простонародную песню: «Ох, вы славные кислы щи, вы медвяные щи пузырные!»
Основоположник русской скрипичной школы И. Е. Хандошкин посвятил Вельяминову переложение шести рус. песен для скрипки, опубликованных в издании «Сочинении Ивана Хандошкина» (1794, ч. 1).
Вельяминов вёл кочевой, бездомный образ жизни, находя приют у многочисленных друзей; был крайне непрактичен, но безукоризненно честен.
Интересовался архитектурой; под его наблюдением строился кафедральный собор в Липецке. Последние архивные находки позволяют рассматривать Вельяминова не только, как почитателя «изящных художеств», но и как архитектора.
В начале XX века среди чертежей семьи архитекторов Адамини историк искусства А. Н. Бенуа обнаружил шесть рисунков, имеющих отношение к деятельности швейцарского «каменных дел мастера» Томазо Адамини в районе Липецка. Из их числа особенно выделялся сводный чертёж, представляющий «План, фасады и профиль колокольни и её планы, построенные в городе Липецке Тамбовской губернии, в Московии, сделанные господином Петром Вельяминовым, скопированные и построенные… Томазо Адамини, итальянским швейцарцем в 1796 году». Эта запись косвенно указывает на авторство Вельяминова в проекте соборного храма Рождества Христова в Липецке. Подобный вывод позволяет сделать и надпись: «В Липецке строил Пётр Вельяминов» на пейзажной акварели 1803 г. с видом этого храма, принадлежащая кисти самого П. Л. Вельяминова и хранящаяся в собраниях Государственного Русского музея. В своём имении в с. Ивановка Тамбовской губернии в 1796 году построил церковь с «курьёзнейшей», по мнению историка архитектуры А. Н. Бенуа, колокольней.
В 1804 по предложению А. С. Строганова был избран в почётные члены Академии художеств. Строганов писал о нём: «Я знаю совершенно приверженность его к изящным художествам и знание и вкус в предметах, истинное художество составляющих, что на самом опыте мне доказано».

## Общественная деятельность
- Член львовско-державинского кружка[1]

Член масонских лож:
- Директория VIII провинции (Москва),
- Ложа Сфинкса (Москва),
- Член теоретического градуса и внутреннего розенкрейцерского Ордена (Москва — С.-Петербург),
- Ложа Трёх знамен (Москва)[11][12].

## Семья
Род Вельяминовых происходил из старинного рода московского тысяцкого Протасия (Вельямина) Фёдоровича (? — после 1332 года), боярина, одного из ближайших бояр Ивана I Даниловича Калиты.
Дед — комиссар Сибирской губернии Варфоломей Зиновьевич Вельминов. Женат на дворянке Ряжского уезда Ирине Григорьевне (ур. Сальковой). Эта Ряжская, впоследствии — Тамбовская ветвь Вельяминовых ведёт свою родословную от архиепиского сына боярского Фёдора Сергеева сына Вельяминова, служившего в середине XVII века по Переяславлю-Рязанскому (ныне г. Рязань) и Цареву-Алексееву (ныне г. Новый Оскол). За службу он был пожалован землями в урочищах р. Якимец при деревне Серезевской Рясского (Ряжского) уезда.
Отец — Лука Варфоломеевич Вельяминов (1717—1767).
Родился Л. В. Вельяминов в д. Серезевской Ряжского уезда Тамбовской провинции.
Служил в 81-м Апшеронском пехотном полку. В 1735 г. с началом Русско-австро-турецкой войны полк Вельяминова был направлен на театр военных действий в Крым. За бытность в Крымских походах Лука Варфоломеевич был «произведён прапорщиком», а в 1741 г. «от воинской службы отставлен статским делам подпоручиком».
1744 −1750 г. — воевода в г. Данкове .
1749—1751 — временный воевода в г. Сокольске.
1752 г. −1763 — вальдмейстер — смотритель казённых лесов, управляющий лесами Воронежской провинции Воронежской губернии.
1763—1767 — Обвинён в казнокрадстве. Под следствием.
6 ноября 1767 г. канцелярия конфискации изъяла имения из владения помещика. Вскоре после суда Л. В. Вельяминов умер от чахотки.
Мать — дворянка Марфа Саввична, в девичестве Бузовлева (?-1769). Её отец Савва Афанасьевич упомянут в Отказных книгах Поместного приказа за 1678 г. владельцем деревни Острая Лука Старорязанского стана. Несмотря на несостоятельность рода (легенда о дворянском происхождении тульской и рязанской ветви Бузовлевых была поставлена под сомнение Герольдмейстерской конторой), Марфа Саввична получила достойное своему положению образование. 
По свидетельству современников, она «сама грамоте и писать умела», что было редкостью среди провинциальных дворянок XVIII века. По словам помещицы Липецкого уезда с-ца Елизаветино (ныне с. Аннино Грязинского района Липецкой обл.) Е. П. Яньковой, …всё учение в наше время состояло в том, чтоб уметь читать да кое-как писать, и много было очень знатных и больших барынь, которые кое-как, с грехом пополам, подписывали своё имя каракулями".
Сестра — Елена Лукинична (1743—1810-е). В 1776 году вышла замуж за прапорщика Николая Ивановича Лодыгина (1740 — ?). Прабабушка и прадедушка русского электротехника, одного из изобретателей лампы накаливания Александра Николаевича Лодыгина.

## Произведения
- Вторый Кандид, уроженец китайской или Друг истинны,: Южная повесть / Перевёл с французскаго Пётр Вельяминов. - СПб. : [Тип. Морск. кад. корпуса, 1774. - [12], 76 с.
- Флориан Ж. П. К. де; Florian J.P.C. de Нума Помпилий / Сочинение г. Флориана,; Переведённое с французскаго Петром Вельяминовым. — СПб. : При Имп. Акад. наук, 1788.
- «Ох! вы славные русски кислы щи…» // Карманный песенник, или Собрание лучших светских и простонародных песен. Ч. 1. М., 1796.